# Édgar Adolfo Hernández
Edgar Adolfo Hernández Téllez (sinh ngày 27 tháng 8 năm 1982) là một cầu thủ bóng đá người México. Hiện tại anh thi đấu cho Alebrijes de Oaxaca, cho mượn từ Querétaro, ở Ascenso MX.

## Danh hiệu
Querétaro
- Copa MX: Apertura 2016

Oaxaca
- Ascenso MX: Apertura 2017